# ميخائيل بيركلي
ميخائيل بيركلي (بالإنجليزية: Michael Berkeley, Baron Berkeley of Knighton)‏ هو ملحن بريطاني، ولد في 29 مايو 1948.

## وصلات خارجية
- الموقع الرسمي
- ميخائيل بيركلي على موقع IMDb (الإنجليزية)
- ميخائيل بيركلي على موقع ميوزك برينز (الإنجليزية)
- ميخائيل بيركلي على موقع أول موفي (الإنجليزية)
- ميخائيل بيركلي على موقع أول ميوزيك (الإنجليزية)
- ميخائيل بيركلي على موقع ديسكوغز (الإنجليزية)
- ميخائيل بيركلي على موقع قاعدة بيانات الفيلم (الإنجليزية)
- ميخائيل بيركلي على موقع كينوبويسك (الروسية)